# Madeleine West

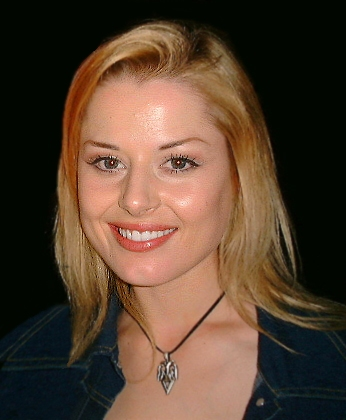
Madeleine West (2001)

Madeleine West (* 26. Juli 1979 in Bondi Beach, Sydney, New South Wales als Melanie Weston) ist eine australische Schauspielerin.

## Leben und Karriere
Madeleine West wurde im Juli 1979 in Bondi Beach, einem Stadtteil von Sydney, im australischen Bundesstaat New South Wales als Melanie Weston geboren. Sie begann schon in jungen Jahren vor ihren Eltern und ihren Freunden zu schauspielern. 1992 trat sie dem New South Wales Talented Child Drama Ensemble bei und beschloss, ihr Studium in Jura auf unbestimmte Zeit zu verschieben und sich stattdessen auf ihre Schauspielkarriere zu konzentrieren. Daraufhin trat sie in einigen Theaterstücken auf und bekam 2000 ihre erste Rolle als Dione Bliss in der australischen Seifenoper Nachbarn. Dort war sie bis 2003 in über 400 Episoden zu sehen. Nach ihrem Ausstieg aus der Serie war sie 2004 und 2005 in den Fernsehfilmen Big Reef und Hercules zu sehen. Nach einem Jahr Pause gab West ihr Leinwanddebüt im Film Die Todeskandidaten. 2007 war sie ebenfalls in drei Episoden der US-amerikanischen Serie The Starter Wife – Alles auf Anfang zu sehen. Von 2007 bis 2010 spielte sie in 30 Episoden die Rolle der Mel in der Dramaserie Satisfaction, wofür sie 2009 für einen Logie Award in der Kategorie Beste Hauptdarstellerin nominiert wurde. 2008 bekam sie die Rolle der Danielle McGuire in der Miniserie Underbelly – Krieg der Unterwelt und gewann dafür 2008 einen AFI Award in der Kategorie Beste Gast- oder Nebendarstellerin. 2010 war sie im Film Matching Jack neben James Nesbitt und Jacinda Barrett, sowie in vier Episoden der Fernsehserie Rescue: Special Ops zu sehen.
Madeleine West ist seit 2001 mit dem Koch Shannon Bennett verheiratet. Sie haben zusammen eine Tochter (* 2005) und einen Sohn (* 2008).

## Filmografie (Auswahl)
- 2000–2003, 2016–2020: Nachbarn (Neighbours) (Fernsehserie, über 500 Episoden)
- 2004: Big Reef (Fernsehfilm)
- 2005: Hercules (Fernsehfilm)
- 2007: Die Todeskandidaten (The Condemned)
- 2007: The Starter Wife – Alles auf Anfang (The Starter Wife) (Fernsehserie, 3 Episoden)
- 2007–2010: Satisfaction (Fernsehserie, 30 Episoden)
- 2008: Underbelly – Krieg der Unterwelt (Underbelly) (Fernsehserie, 6 Episoden)
- 2010: Hoffnungslos glücklich – Jeder Tag ist ein Geschenk (Matching Jack)
- 2010: Rescue: Special Ops (Fernsehserie, 4 Episoden)
- 2012: Save Your Legs!
- 2014: Predestination
- 2014: Fat Tony & Co (Fernsehserie, 9 Episoden)
- 2016–2017: The Wrong Girl (Fernsehserie, 18 Episoden)
- 2018–2019: Playing for Keeps (Fernsehserie, 16 Episoden)
- 2022: Love and Penguins (Fernsehfilm)
- 2024: The Nut Farm

## Auszeichnungen und Nominierungen
- AFI Award
  - Gewonnen – Beste Gast- oder Nebendarstellerin – Underbelly (2008)

- Logie Award
  - Nominiert – Beliebteste Newcomerin – Neighbours (2001)
  - Nominiert – Beste Hauptdarstellerin – Satisfaction (2009)

- ASTRA Award
  - Nominiert – Herausragende Leistung einer Schauspielerin in einer Fernsehserie – Satisfaction (2009)